# Piatra Secuiului
Piatra Secuiului (în maghiară Székelykő) este un vârf de munte sterp la est de Rimetea, Alba, parte a Munților Trascăului. Formațiunea este cunoscută și sub numele de Colții Trascăului.
Piatra Secuiului este un masiv calcaros aflat între satele Rimetea și Pietroasa, la hotarul dintre județele Alba și Cluj. Cele două vârfuri ale formațiunii sunt străpunse de o râpă abruptă, ceea ce face ca soarele să răsară de două ori, pentru un observator aflat în vestul formațiunii. Scriitorul maghiar Mór Jókai menționează acest efect în romanul său Unul este Dumnezeu.

## Istoric
Originea numelui datează din timpul Invaziei mongole în Ungaria și în spațiul românesc din secolul al XIII-lea. Zona a fost apărată de o forță compusă din secui, care au primit drept recompensă împrejurimile satului Rimetea . Aceștia au construit Cetatea Secuilor pe un vârf al Pietrei Secuiului cu un turn și două ziduri, închizând singura cale de acces spre vârf. În aceeași perioadă, la aproximativ 5 km distanță a fost construită Cetatea Trascăului.

## Structura geologică
Topografia foarte variată a zonei poate fi explicată în principal prin prezența diferitelor tipuri de roci, cum ar fi calcar, gresie, conglomerate și roci vulcanice. Topografia variată, care se ridică de la 300 m la 1.280 m, este rezultatul mișcărilor tectonice care au determinat ridicarea sau scufundarea plăcilor crustale. 
Principala rocă constitutivă a Pietrei Secuiului, tipică pentru toți Munții Trascăului, este calcarul, care în unele locuri atinge o grosime de 400-700 de metri. Calcarul din diferite perioade geologice, cu preponderență din cele mezozoică, jurasică și cretacică, confirmă faptul că zona a fost fund de mare timp de milioane de ani. Calcarul s-a format în principal prin depunerea de cochilii calcaroase ale animalelor marine de apă caldă (corali, scoici, melci).
În vârful său, rocile sedimentare, calcarul alb și rocile vulcanice de culoare gri-maronie au fost depuse una lângă alta prin forțelor de formare a munților.

## Fenomen solar rar
La Rimetea soarele răsare in iulie zilnic de 2 ori. Prima dată răsare in nordul coamei Colții Trascăului, apoi, prin rotirea pămȃntului, dispare în dosul acestei coame, ca să răsară a doua oară, la sud de coamă, deasupra rȃpei dintre această coamă și coama învecinată Piatra Secuiului.

## Turism
Este accesibil pe jos din satele dimprejur. Altitudinea pietrei față de relieful din jur face ca pe vreme bună să se poate vedea până la Turda. Urcarea pe munte pe traseul de drumeție marcat nu necesită o pregătire specială, dar este necesar un nivel general de pregătire fizică. Accesul este ușor din piața principală a localității Rimetea, urmând marcajul cruce albastră.

## Imagini

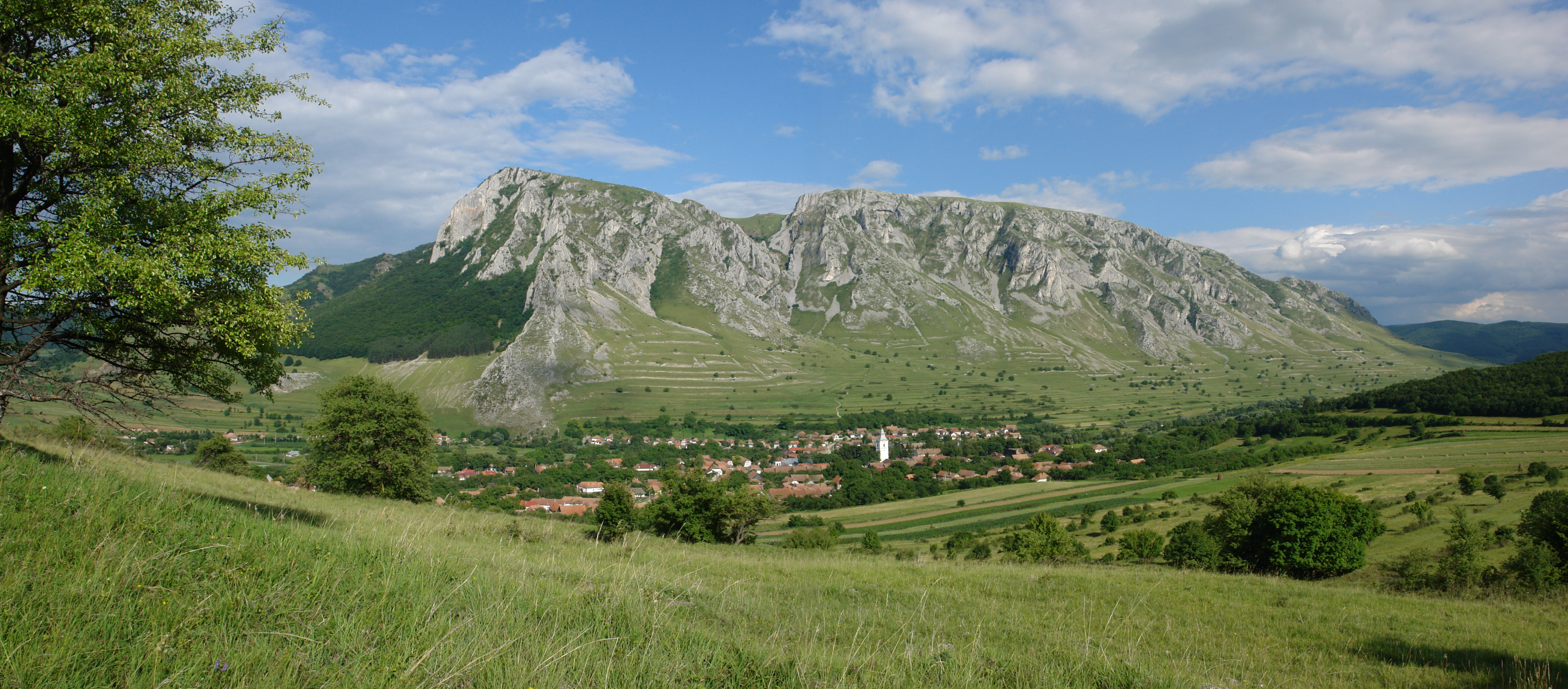
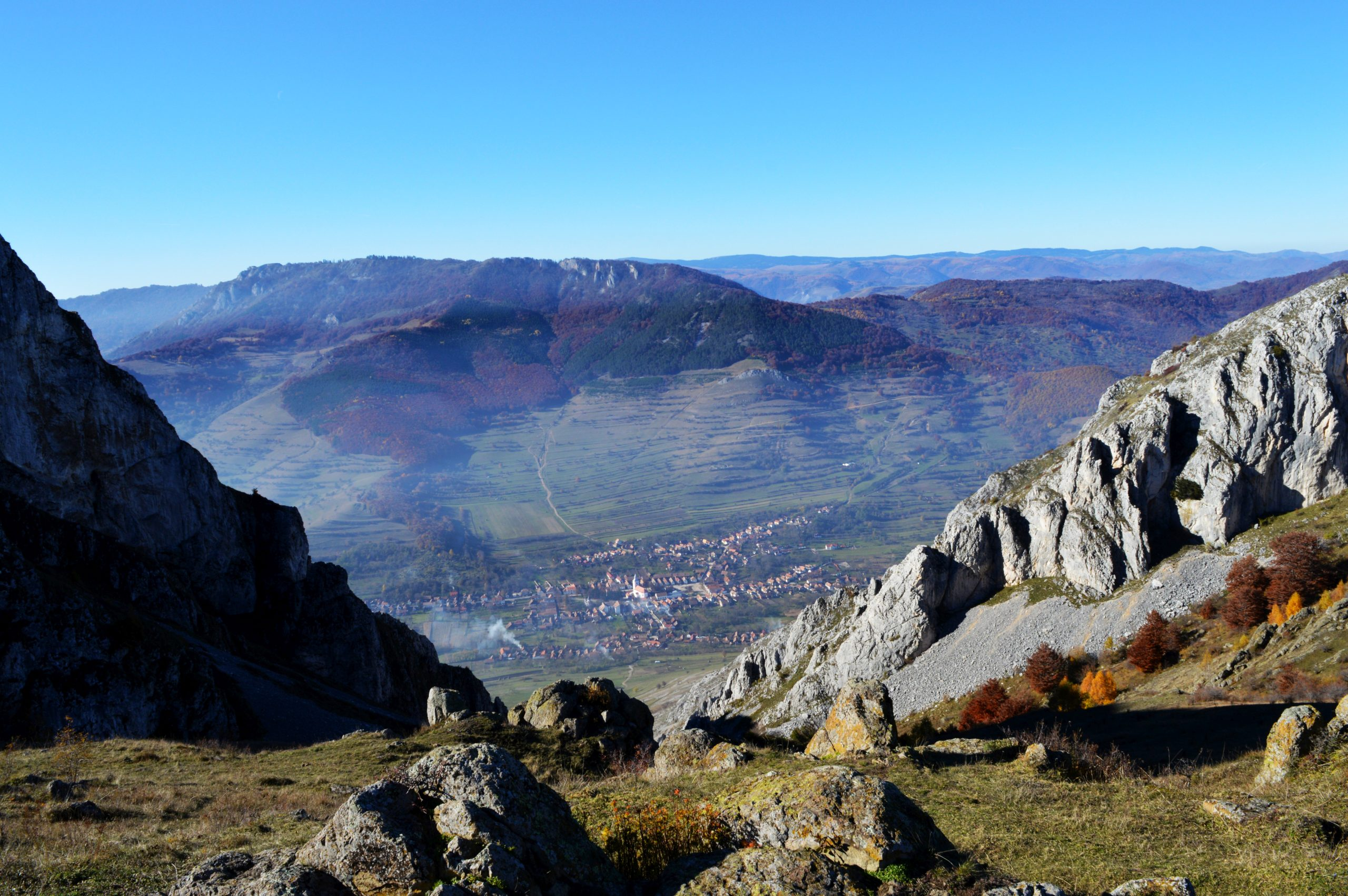
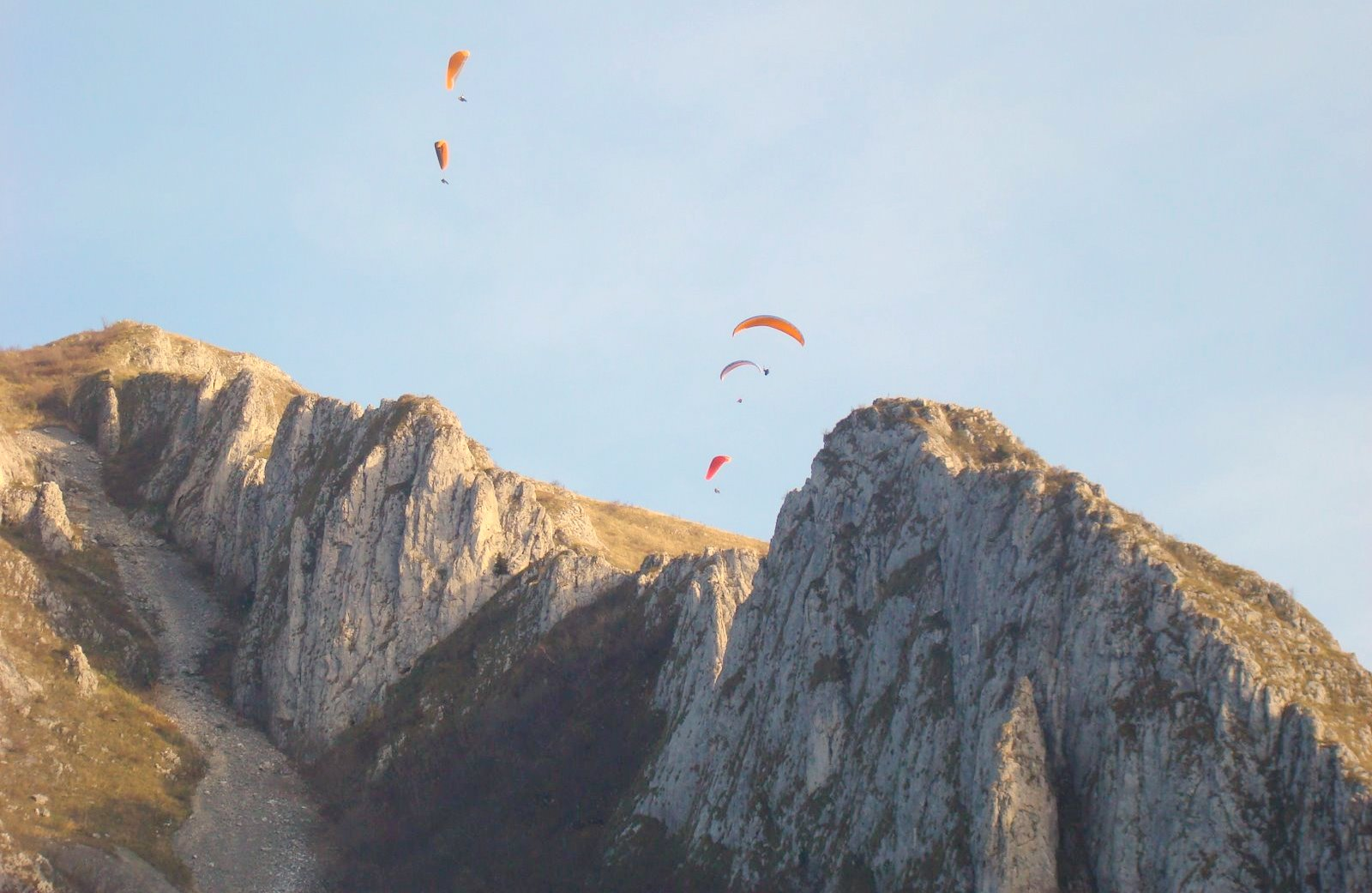
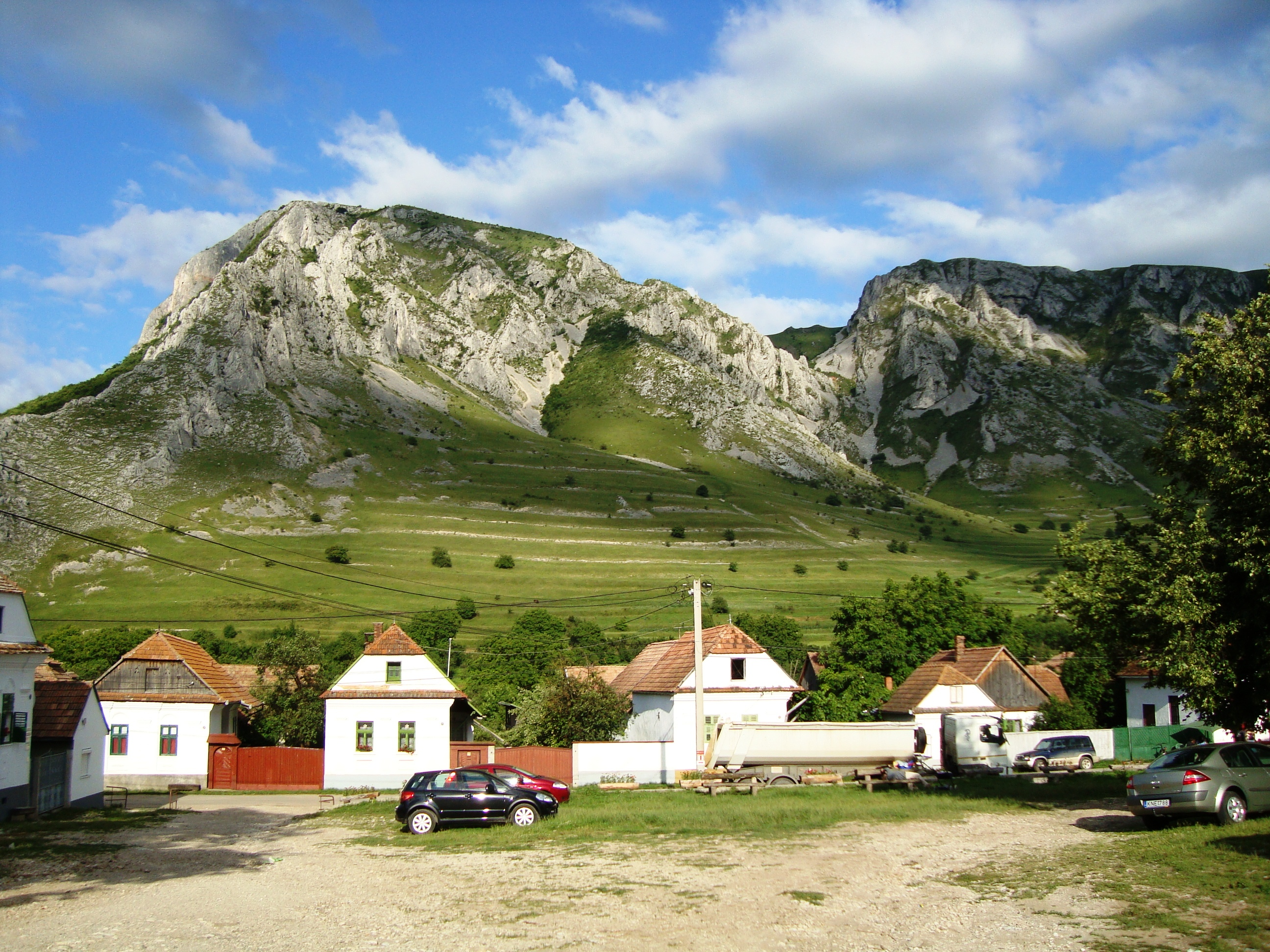
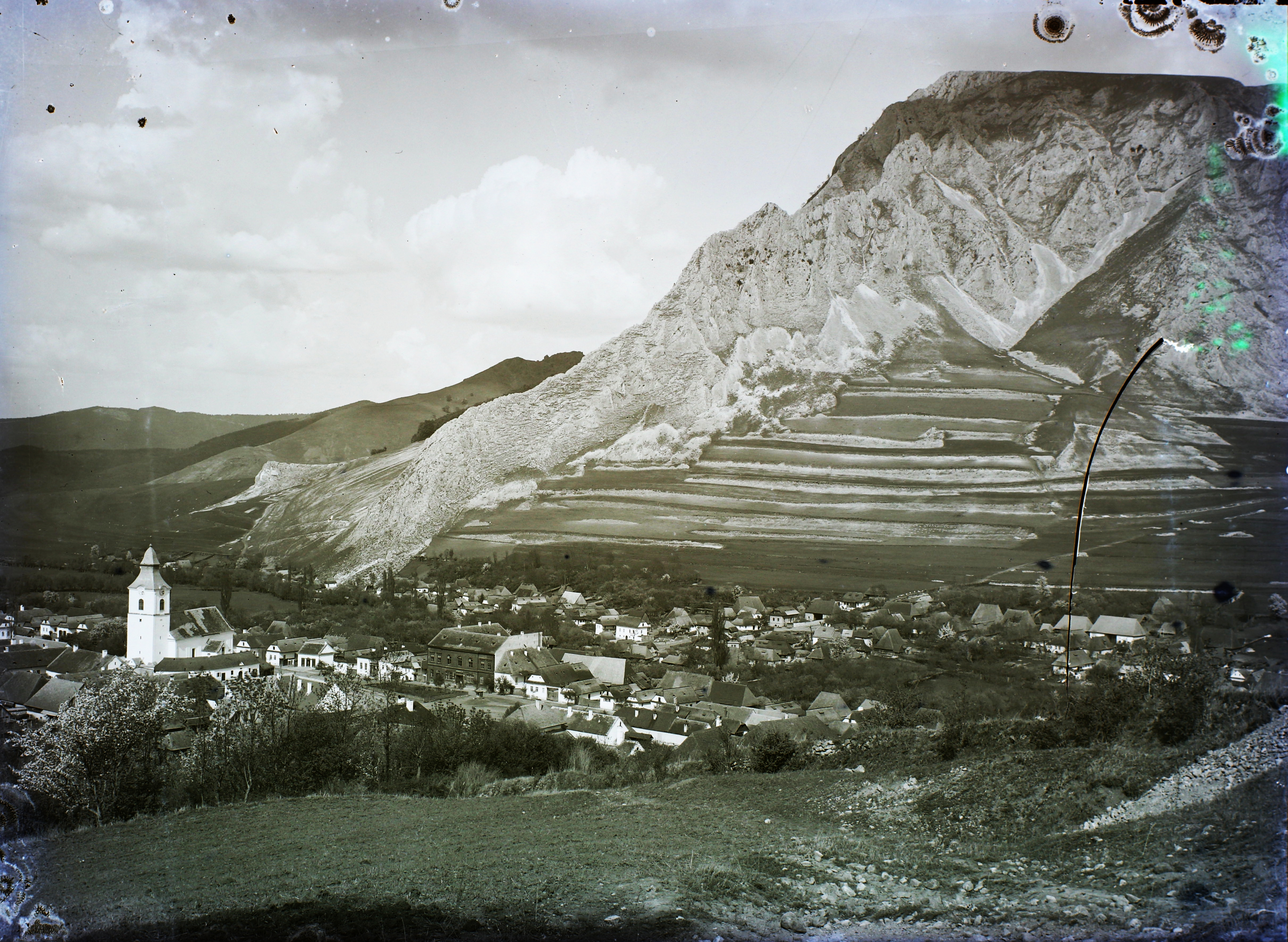
Imagine de arhivă
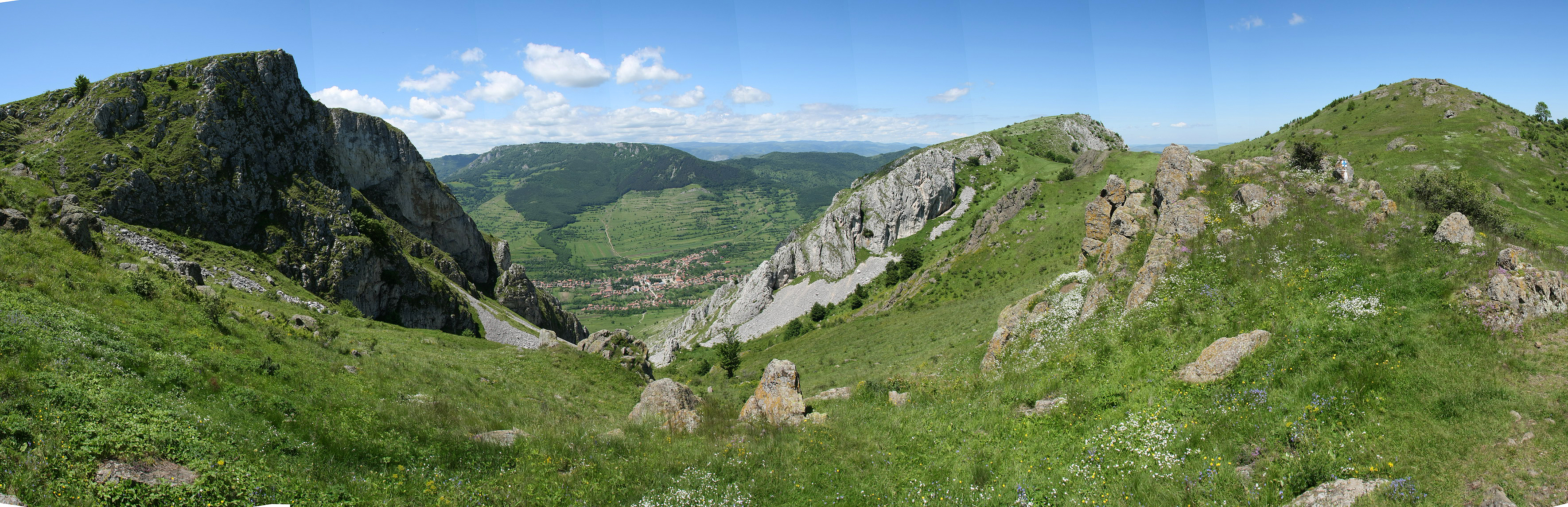
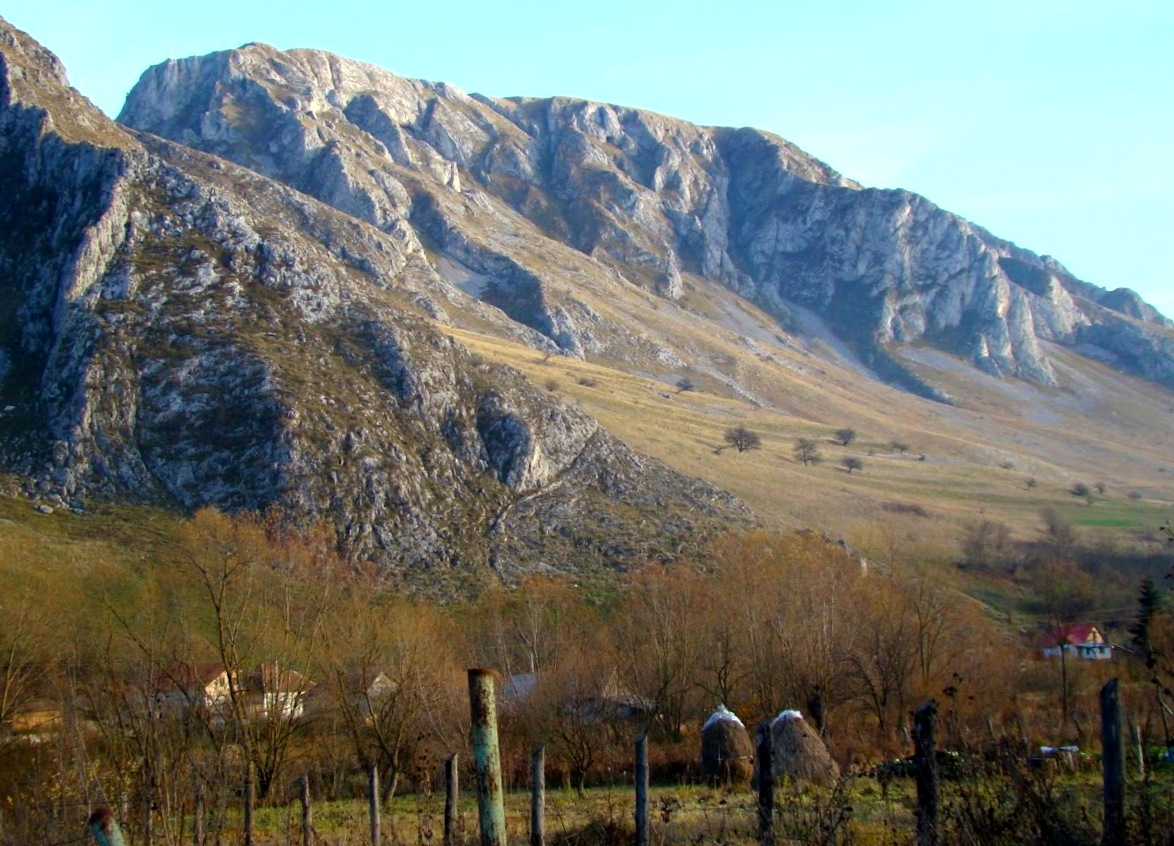
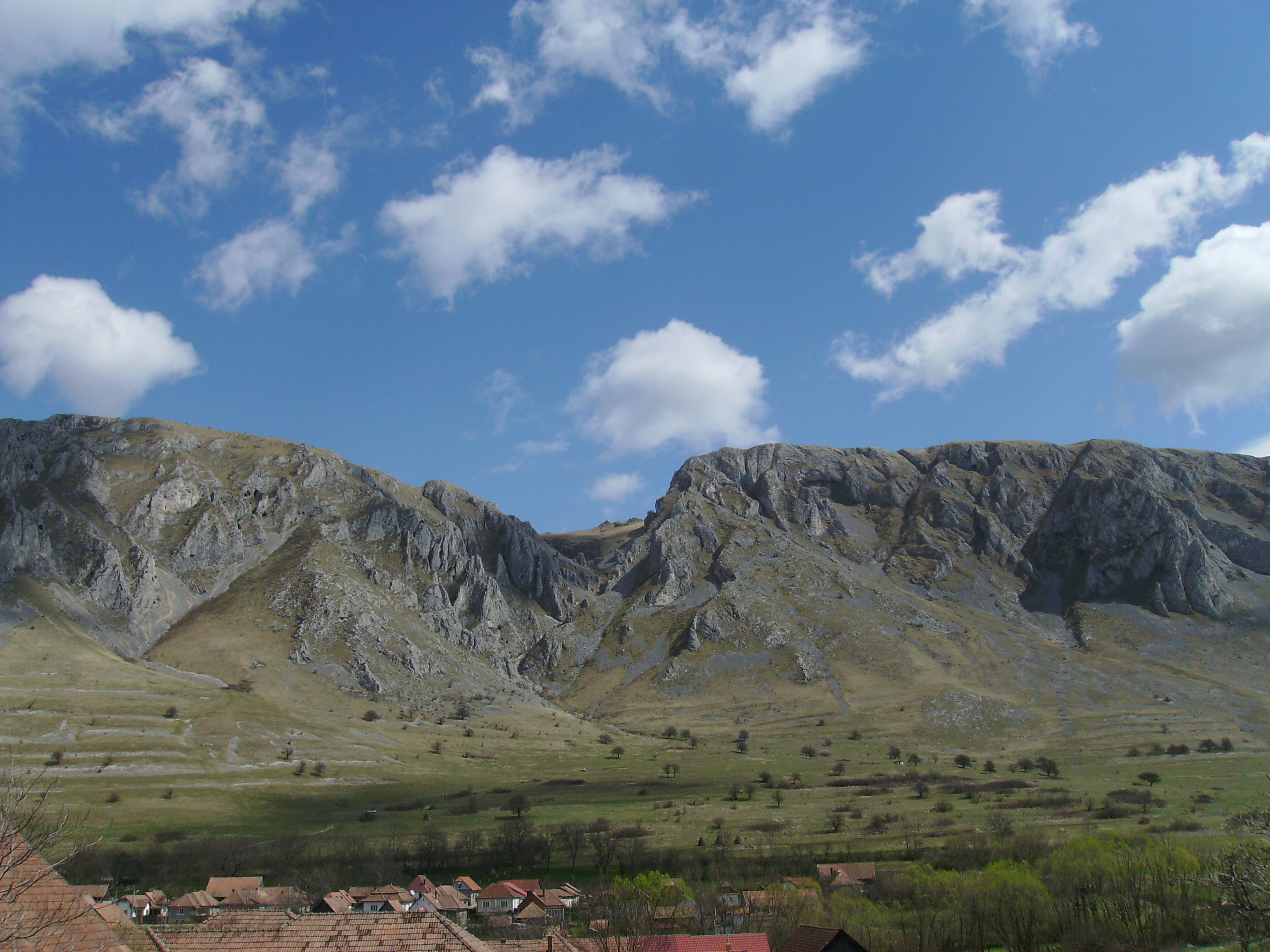
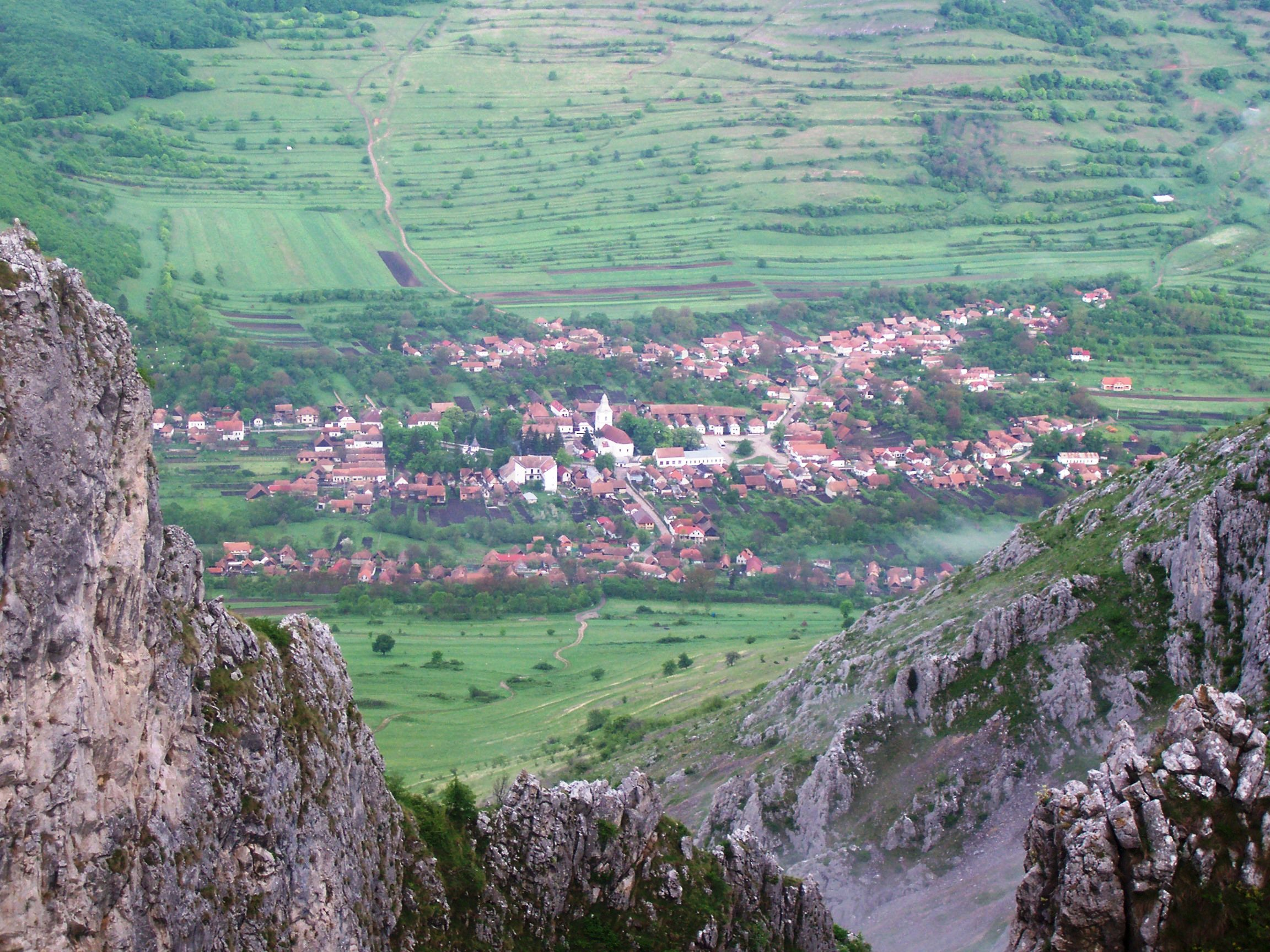
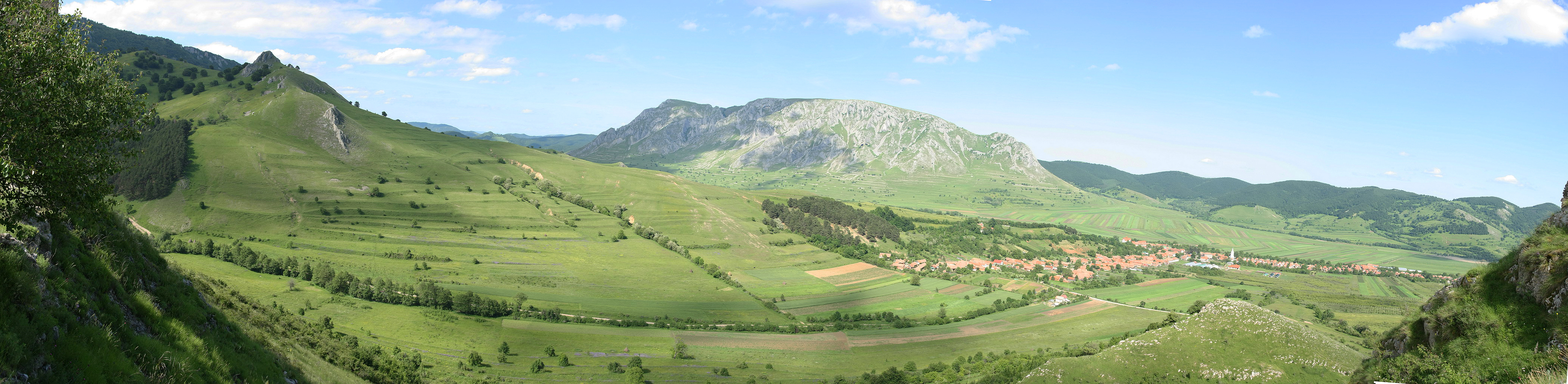